# Mick Harvey

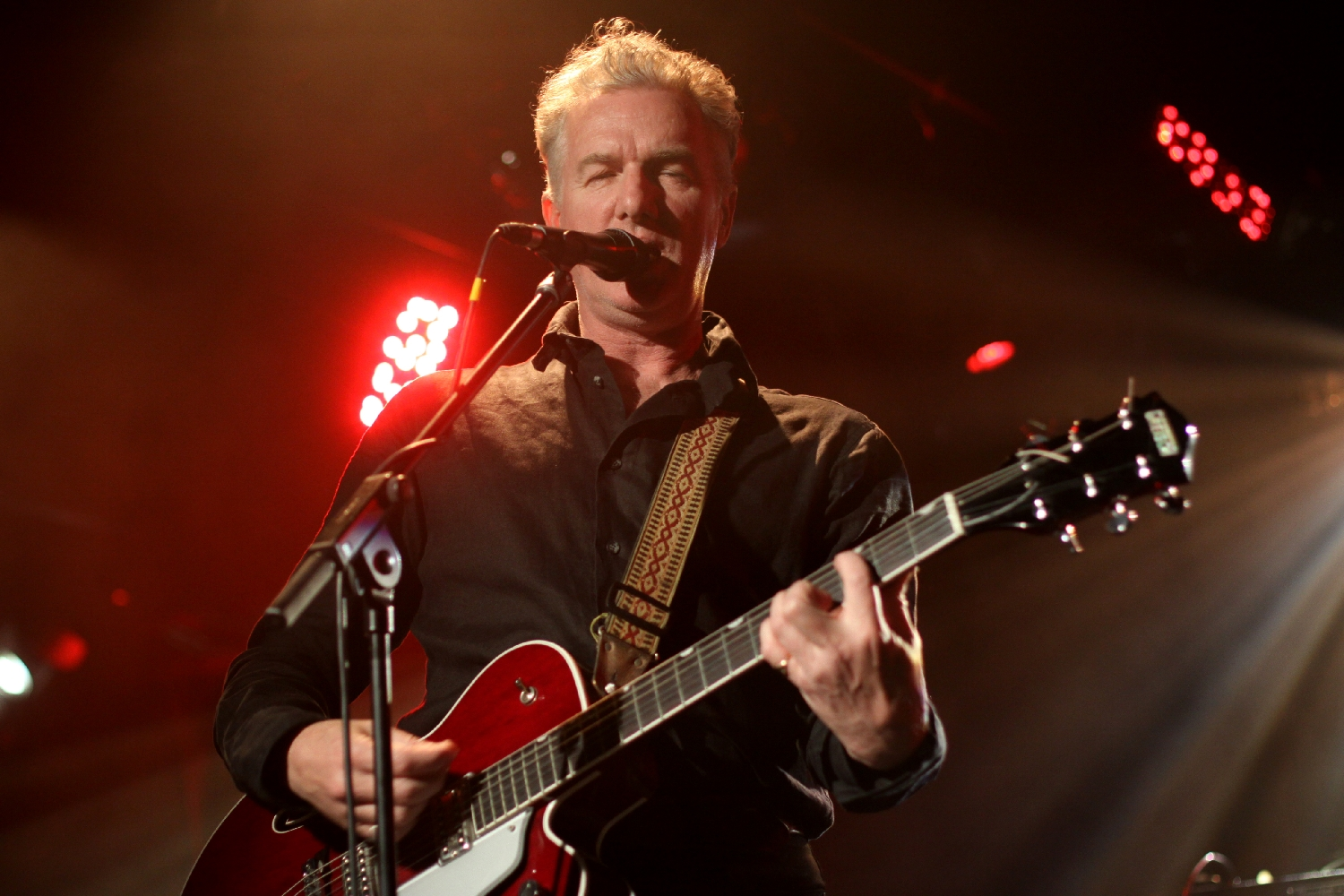
Mick Harvey 2012

Michael John „Mick“ Harvey (* 29. August 1958 in Rochester, Victoria, Australien) ist ein australischer Musiker, Singer-Songwriter, Komponist, Arrangeur und Plattenproduzent.
Als Multi-Instrumentalist ist er vor allem für seine langjährige Zusammenarbeit mit Nick Cave bekannt, mit dem er The Boys Next Door, die späteren The Birthday Party, und Nick Cave and the Bad Seeds gründete.

## Frühe Lebensjahre
Harvey wurde im ländlichen Victoria in Australien geboren und zog in seiner Kindheit in die Vororte von Melbourne. Sein Vater war Pfarrer der Church of England, und die Familie lebte dort, wo die Kirche des Vaters ihn einsetzte, zuerst in Ormond, später dann in Ashburton. Harvey sang dort schon früh im Kirchenchor.
Harvey, sein älterer Bruder Philip und sein jüngerer Bruder Sebastian besuchten alle die private Caulfield Grammar School für Jungen. In den frühen 1970er Jahren trafen dort Mick Harvey, Nick Cave und Phill Calvert sowie Tracy Pew zusammen.
Sie bildeten eine Rockband mit Cave (Gesang), Harvey (Gitarre), Calvert (Schlagzeug) und anderen Studenten an Gitarre, Bass und Saxophon. Die Band spielte auf Partys und Schulveranstaltungen, unter anderem mit einem Repertoire von Lou Reed, David Bowie, Roxy Music, Alice Cooper und der Sensational Alex Harvey Band. Harvey war auch Mitglied des Schulchors (unter der Leitung von Norman Kaye) und nahm außerschulischen Unterricht bei dem Jazzgitarristen Bruce Clarke.

## Musikalische Karriere

### The Birthday Party
Nach ihrem Schulabschluss im Jahr 1975 entschloss sich die Band, mit Pew als Bassist weiterzumachen. Unter großem Einfluss der Punk-Welle von 1976, in der australische Bands wie The Saints und Radio Birdman ihre ersten Aufnahmen machten und auf Tournee gingen, spielte The Birthday Party schnelle eigene New-Wave-Musik. Harveys Gitarrenstil wurde stark von James Williamson von The Stooges und Paul Weller von The Jam beeinflusst. Als The Boys Next Door spielten sie zwischen 1977 und 1980 regelmäßig in Kneipen in Melbourne. Rowland S. Howard stieß 1978 zu der Band und brachte seinen chaotischen Feedback-Stil in die Band mit ein.
Nach vielen Liveauftritten und Studioaufnahmen, aber nur moderatem Erfolg in Australien siedelte die Band 1980 nach London um und wechselte den Namen endgültig in The Birthday Party. Diese Schaffensperiode war durch aggressive Kompositionen bestimmt, die von Harveys Gitarrenspiel unterlegt waren. In den späteren Tagen ihrer Karriere übernahm Harvey den Großteil der Kompositionen. Harveys Freundin Katy Beale folgte der Band nach London.

### Crime & the City Solution und The Bad Seeds
Die Band zog 1982 ohne Calvert nach West-Berlin; Harvey wechselte von der Gitarre zum Schlagzeug. Nach der Trennung von The Birthday Party blieb Harvey in Berlin und kontaktierte seinen Freund Simon Bonney, mit dem er Bonneys alte australische Band Crime & the City Solution reformierte. Rowland S. Howard, Harry Howard (Bass) und Epic Soundtracks (Schlagzeug), die alle ein paar Jahre später die Basis der Band These Immortal Souls bildeten, nahmen ebenfalls daran teil.
Harvey und Cave bildeten 1983 Nick Cave und The Bad Seeds. Harvey blieb 25 Jahre bei den Bad Seeds bis zu seinem Ausscheiden am 22. Januar 2009, wobei er sowohl berufliche als auch persönliche Faktoren als Gründe für das Verlassen nannte. Bezüglich Cave informierte Harvey die Medien:

Ich bin zuversichtlich, dass Nick [Cave] auch weiterhin eine kreative Kraft sein wird und dass es jetzt an der Zeit ist, meine künstlerische und leitende Rolle an eine gewaltige Gruppe von Menschen weiterzugeben, die ihn musikalisch und organisatorisch unterstützen können.
Im Jahr 2010 erklärte Harvey weiter, dass sein Frust über die Arrangements der Lieder seine Beziehung mit Cave belaste; auch der Wunsch, Zeit mit der Familie zu verbringen, war ein wichtiger Grund für seine Entscheidung. Die Trennung markierte das Ende einer 36-jährigen Zusammenarbeit zwischen Harvey und Cave.

### The Wallbangers
Im Jahr 2007 veröffentlichte das spanische Label Bang! Records eine 4-Track-EP von Harveys Retro-Rock-Band The Wallbangers mit dem Titel Kick the Drugs. Darauf sind Songs, die Harvey allein geschrieben hatte sowie solche, die er mit Tex Perkins und Loene Carmen koproduzierte. Harvey singt und spielt Gitarre, während das Schlagzeug Rocky Features (ein Harvey-Pseudonym) zugeschrieben wird und als Bassist Rod Bottoms genannt wird. In einer Pressemitteilung hieß es, die EP sei die erste Aufnahme von Rocky Features seit Honeymoon in Red von 1982, die mit anderen Pseudonymen für Harveys Beiträge (aber nicht unter dem Pseudonym Rocky Features) veröffentlicht wurde.

### Solo
Nachdem Bonney Crime & the City Solution für eine Solokarriere in den USA verlassen hatte, nahm Harvey zwei Soloalben von aus dem Französischen ins Englische übersetzten Serge-Gainsbourg-Songs auf: Intoxicated Man (1995) und Pink Elephants (1997). Er arbeitete auch mit der britischen Rockmusikerin PJ Harvey (nicht verwandt)  zusammen und produzierte für andere australische Künstler, darunter Anita Lane, Robert Forster, Conway Savage und Rowland S. Howard. Harveys drittes Solowerk, One Man’s Treasure, wurde im September 2005 veröffentlicht.
2006 unternahm er seine ersten Solotourneen durch Europa und Australien, begleitet von Seeds, Thomas Wydler und James Johnston sowie der in Melbourne ansässigen Kontrabassistin Rosie Westbrook. Seine nächste Soloplatte, Two of Diamonds von 2007, wurde ebenfalls mit dieser Gruppe aufgenommen, genauso wie das Livealbum Three Sisters – Live at the Bush Hall 2008.
Im Februar 2008 spielten Harvey und Westbrook im Vorprogramm von PJ Harvey auf ihrer Australientour, wobei beide Harveys auch gemeinsam auf der Bühne standen. Vor der Tournee hatte Harvey über 12 Jahre intensiv mit PJ Harvey zusammengearbeitet: Er war Musiker auf ihren Alben To Bring You My Love und Is This Desire? Und koproduzierte das Album Stories from the City, Stories from the Sea im Jahr 2000.

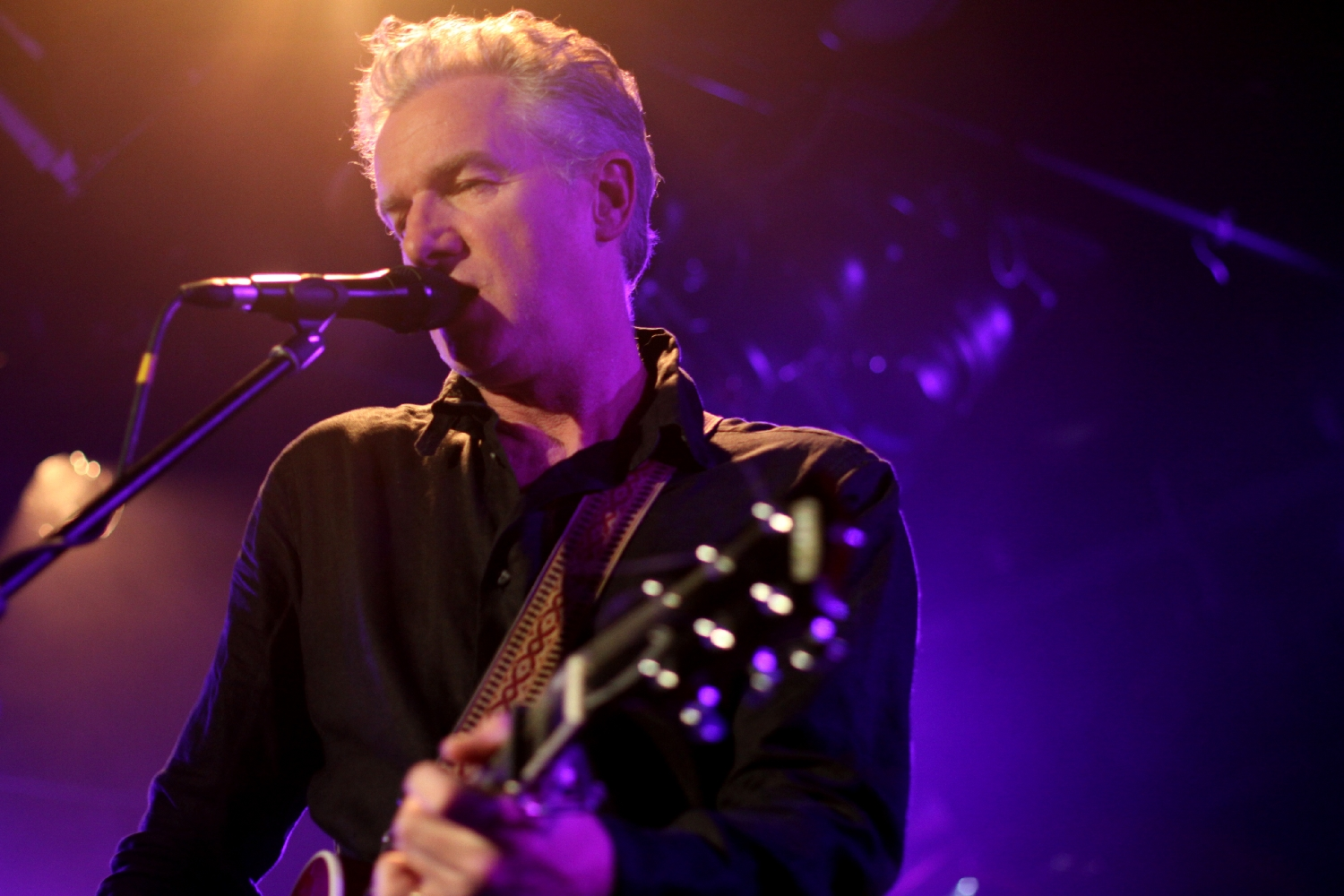
Harvey, 2012

In den Jahren 2008 und 2009 trat er den fünf verbliebenen Mitgliedern der The Triffids für eine Reihe von Auftritten beim Sydney Festival, dem Melbourne Arts Center und dem Perth International Arts Festival bei und feierte die Musik und die Erinnerung an David McComb. Harvey wirkte auch an der 2009 bearbeiteten Sammlung Vagabond Holes: David McComb and the Triffids, herausgegeben von den australischen Akademikern Niall Lucy und Chris Coughran, mit.
Harvey veröffentlichte Sketches from the Book of the Dead – das erste Soloalbum, das ganz von ihm selbst geschrieben wurde – Anfang 2011 auf dem Label Mute. Das 11-Track-Album wurde in Melbourne aufgenommen. Harvey spielte die meisten Instrumente selbst, Westbrook spielte Kontrabass, J. P. Shilo spielte Akkordeon, Geige und gelegentlich Gitarre, und Xanthe Waite steuerte Backing Vocals bei. Harvey erklärte in einem Werbe-Interview, dass er sich selbst nicht als „Songwriter“ im traditionellen Sinne wahrnehme. Er bestätigte auch, dass der Eröffnungstrack October Boy von Rowland S. Howard handelt.
Erneut koproduzierte Mick Harvey PJ Harveys achtes Studioalbum Let England Shake und nahm es auch auf. Die Veröffentlichung wurde 2011 durch eine Welttournee unterstützt, zu der auch Harvey als Tourneemusiker gehörte.
Sein sechstes Solostudioalbum mit dem Titel FOUR (Acts of Love), veröffentlicht auf Mute im Jahr 2013, enthält Originalkompositionen von Mick Harvey neben einem Song von PJ Harvey (Glorious) und Interpretationen von The Saints’ The Story of Love, Van Morrisons The Way Young Lovers Do, Exumas Summertime in New York und Roy Orbisons Wild Hearts (Run Out Of Time). FOUR (Acts of Love) wurde in der Grace Lane, North Melbourne und Atlantis Sound, Melbourne, aufgenommen und enthält regelmäßige Beiträge von Rosie Westbrook am Kontrabass und JP Shilo an Gitarre und Geige.
Harvey arbeitete Anfang 2015 erneut mit PJ Harvey zusammen, spielte und sang auf ihrem Album The Hope Six Demolition Project. Im folgenden Jahr unterstützte er PJ bei der Promotion des Albums, das im April 2016 veröffentlicht wurde.
Delirium Tremens (2016) ist der dritte Teil von Harveys Projekt, Serge Gainsbourgs Lieder nach Intoxicated Man und Pink Elephants ins Englische zu übersetzen. Delirium Tremens wurde in Melbourne mit Harveys Antipodean-Core-Live-Band aufgenommen. 10 Songs wurden in den Birdland Studios aufgenommen. Das Projekt zog dann nach Berlin um, wo weitere neun Songs mit Toby Dammit (The Stooges, The Residents) und Bertrand Burgalat (vom französischen Label Tricatel), der als Streicher für die ersten beiden Bände verantwortlich war, aufgenommen wurden.  
Mick Harvey setzte mit Intoxicated Women sein Engagement für die Werke von Serge Gainsbourg fort. Das Album legt den Schwerpunkt auf Gainsbourgs Duette und Lieder aus den 1960er Jahren, die er insbesondere für renommierte Sängerinnen wie France Gall, Juliette Greco und Brigitte Bardot schrieb. Zur Realisierung dieses Projekts kollaborierte Harvey mit einer Reihe von Gastmusikerinnen: Xanthe Waite, die deutsche Sängerin Andrea Schroeder, Jess Ribeiro, Sophia Brous, die kambodschanische Sängerin Kak Channthy bei, Lyndelle-Jayne Spruyt und sein Sohn Solomon Harvey. Das Album wurde 2017 über Mute Records veröffentlicht.

## Privatleben
Harvey lebt in Europa und Melbourne. Er hat mit seiner Lebensgefährtin, der Malerin Katy Beale, einen Sohn. Seit 2014 lebte die Familie hauptsächlich in der Vorstadt nördlich von Melbourne.
Im Rahmen seines Interviews mit dem Brisbane-Autor Andrew McMillen für das Buch Talking Smack: Ehrliche Gespräche über Drogen schloss Harvey mit seiner Sicht auf den illegalen Drogenkonsum:

Weil ich so von Drogenkonsum umgeben bin, habe ich viele der Probleme gesehen, die damit einhergehen. Aber ich habe auch viele Leute gesehen, die auf unterschiedliche Art und Weise gearbeitet haben und keine Probleme hatten. Wenn man es also auf der ganzen Linie verbietet, dann hebt man auch die Wahlfreiheit dieser Leute auf. Ich meine, warum bleibt Alkohol verfügbar, wenn andere Dinge es nicht sind?

## Diskographie

### Soloalben
- Intoxicated Man (1995)
- Pink Elephants (1997)
- One Man’s Treasure (2005)
- Two of Diamonds (2007)
- Three Sisters – Live at Bush Hall (2008)
- Sketches from the Book of the Dead (2011)
- Four (2013)
- Delirium Tremens (2016)
- Intoxicated Women (2017)
- Five Ways To Say Goodbye (2024)
- Golden Mirrors: The Uncovered Stories, Vol. 1 mit Amanda Acevedo (2025)

### Soundtracks
- The Road To God Knows Where & Live at the Paradiso (1989, together with Nick Cave & The Bad Seeds), directed by Uli M Schueppel
- Ghosts... of the Civil Dead (1990)
- Vaterland (1992, zusammen mit Alexander Hacke), Regie Uli M. Schueppel
- Alta Marea & Vaterland (1993)
- To Have & to Hold (1996)
- Chopper (2000)
- Planet Alex (2001, zusammen mit Alexander Hacke), Regie Uli M. Schueppel[15]
- Australian Rules (2003)
- Suburban Mayhem (2006)
- Deliver Us from Evil (2006)
- Motion Picture Music (2006)
- Waves of Anzac / The Journey (2020)

### Weitere CD-Veröffentlichungen
- And The Ass Saw The Angel (2000)

### Für andere Künstler produzierte Alben
- Robert Forster, Danger in the Past (1990)
- Once Upon A Time, In The Blink of an Eye (1992)
- Anita Lane, Dirty Pearl (1993)
- The Cruel Sea, The Honeymoon Is Over (1993) (Koproduzent) (AUS Nr. 4, auch ARIA award für „Best Album“ 1994)
- Congo Norvell, Music To Remember Him By (1994)
- PJ Harvey, Dance Hall at Louse Point (1996, Koproduzent)
- Rowland S. Howard, Teenage Snuff Film (1999)
- PJ Harvey Stories from the City, Stories from the Sea (2000, Koproduzent) (UK Nr. 23, US Nr. 42, AUS Nr. 20 und Gewinner des Mercury Prize 2001)
- Anita Lane, Sex O’Clock (2001)
- Rowland S. Howard, Pop Crimes (2009)
- Hunter Dienna, self-titled EP (2010)
- PJ Harvey, Let England Shake (2011, Koproduzent) (UK Nr. 8, US Nr. 32, AUS Nr. 6 und Gewinner des Mercury Prize 2011)
- Mazgani, Common Ground (2013, mit John Parish)

## Ehrungen
- 1994 ARIA Awards: Best Album The Cruel Sea, The Honeymoon Is Over (Mick Harvey: Koproduzent)
- 1996 ARIA Awards: Single of the Year & Best Pop Release (Nick Cave and the Bad Seeds and Kylie Minogue: Where the Wild Roses Grow)
- 1997 ARIA Awards: Best Original Soundtrack (To Have & to Hold)
- 2001 Mercury Prize: Best Album: PJ Harvey Stories from the City, Stories from the Sea (Mick Harvey: Koproduzent)
- 2004 ARIA Awards: Best Original Soundtrack (Australian Rules)
- 2006 AACTA Award: Best Original Music Score (Suburban Mayhem)
- 2007 ARIA Awards: Als Nick Cave in die ARIA Hall of Fame aufgenommen wurde, übernahm er es selbst, Mick Harvey und die anderen australischen Mitglieder der Bands The Birthday Party und The Bad Seeds mit aufzunehmen.
- 2011 Mercury Prize: Best Album: PJ Harvey Let England Shake (Mick Harvey: Koproduzent)